# 1-萘硒酚
1-萘硒酚是一种有机硒化合物，化学式为C10H7SeH。它可由1-溴萘的格氏试剂和硒反应，再经酸化处理得到。它可以和碘甲烷反应，生成1-甲硒基萘。

## 相关物质
1-萘碲酚是1-萘硒酚的类似物，化学式为C10H7TeH，CAS号735222-00-1，熔点126.5 °C。